# Little Robertson River
Der Little Robertson River ist ein Fluss im Norden des australischen Bundesstaates Queensland.

## Geographie

### Flusslauf
Der Fluss entspringt zwischen der Newcastle Range und der Gilbert Range in den Atherton Tablelands, einem Teilgebirge der Great Dividing Range. Von dort fließt der Little Robertson River in einem weiten Bogen zunächst nach Westen und dann nach Nordwesten. Unterhalb des Bald Mountain mündet er in den Robertson River.

### Nebenflüsse mit Mündungshöhen
- Digger Creek – 345 m[1]